# Robladillo
Robladillo település Spanyolországban, Valladolid tartományban. Robladillo Valladolid, Ciguñuela, Simancas, Geria, Villán de Tordesillas és Torrelobatón községekkel határos. Lakosainak száma 87 fő (2024).

## Népesség
A település népessége az utóbbi években az alábbiak szerint változott:
| Lakosok száma | 106  | 108  | 97   | 104  | 98   | 95   | 94   | 92   | 87   | 87   |
|               | 2001 | 2004 | 2007 | 2009 | 2012 | 2014 | 2017 | 2019 | 2022 | 2024 |